# Vermenton
Vermenton is een gemeente in het Franse departement Yonne (regio Bourgogne-Franche-Comté) en telt 1199 inwoners (1999). De plaats maakt deel uit van het arrondissement Auxerre.

## Geografie
De oppervlakte van Vermenton bedraagt 25,7 km², de bevolkingsdichtheid is 46,7 inwoners per km².
De onderstaande kaart toont de ligging van Vermenton met de belangrijkste infrastructuur en aangrenzende gemeenten.

## Demografie
Onderstaande figuur toont het verloop van het inwonertal (bron: INSEE-tellingen).